# Chiến thuật Xe ngựa
Những mô tả đầu tiên về những chiếc xe ngựa bốn bánh được kéo bởi những động vật thuần hóa và bán thuần hóa là từ người Sumer. Xe ngựa chiến chuyên dùng chống lại bộ binh này đã sử dụng chiến thuật gây tổn thất bằng cung tên lửa, dùng triển khai bộ binh hạng nặng và truy đuổi kẻ thù.
Bước tiến trong thời kỳ tiếp theo là làm những cỗ xe nhanh hơn với những chiếc bánh ráp căm. Bánh xe kiểu mới trở nên nhẹ hơn loại bánh nguyên. Điều này làm cho nó nhanh chóng vượt qua bộ binh hạng nhẹ và các xe ngựa khác. Ngoài ra, sự phát triển của cung tổng hợp làm cho xe ngựa chiến trở thành một vũ khí tàn phá.
Lính dùng dây quăng đá và lính phóng lao javelin, những đơn vị không có áo giáp bảo vệ hoặc khiên che, họ thường giữ khoảng cách khi chiến đấu với quân thù. Nhưng những cỗ xe ngựa di chuyển bắn cung tên rất khó đánh nên họ đành bất lực. Vai trò và chiến thuật của xe ngựa chiến thường được so sánh với xe tăng trong chiến tranh hiện đại nhưng điều này còn gây tranh cãi các học giả chỉ ra rằng xe ngựa dễ bị tổn thương và dễ vỡ, tác chiến cần có địa hình bằng phẳng trong khi xe tăng là phương tiện chạy trên mọi địa hình, và do đó không phù hợp để sử dụng theo cách các xe tăng hiện đại đã được sử dụng như một lực lượng áp đảo.
Các kiểu xe ngựa chiến đều vẫn có chung nhược điểm là sử dụng nhiều hơn một con ngựa cho mỗi người lính được vận chuyển. Về sau, các kỵ sĩ đã đạt được ưu thế hơn nhờ khả năng di chuyển vượt trội hơn xe ngựa trong thiên niên kỷ thứ 1 trước Công nguyên, khi mà ngựa được thuần hóa đã được lai tạo đủ lớn để có thể mang theo một người đàn ông có vũ trang.